# Funkadelic (album)
Funkadelic a fost albumul de debut al trupei Americane de funk Funkadelic, lansat în 1970 prin Westbound Records. Albumul conține două remake-uri după cântecele "I Bet You" și "Good Old Music", piese ale formației The Parliaments - grup în care activa și George Clinton înainte de a fonda Funkadelic. 
"Mommy, What's a Funkadelic?" și "What Is Soul?" conțin începuturile mitologiei Funkadelic conform căreia "Funkadelic" și "the Funk" sunt de origine extraterestră însă nu prezintă pericol. 
"I Got a Thing, You Got a Thing, Everybody's Got a Thing" era notabilă pentru epicul solo de chitară al lui Ray Monette, membru al trupei Rare Earth. "I Bet You" a fost mai târziu preluată și de Jackson 5 pe albumul lor ABC iar Beastie Boys au preluat porțiuni din acest cântec pentru piesa lor "Car Thief". Mai recent, în concertele lor, Red Hot Chili Peppers au combinat rifful principal din "Mommy, What's a Funkadelic?" cu unele versuri din "What Is Soul?".

## Tracklist
1. "Mommy, What's a Funkadelic?" (George Clinton) (9:04)
2. "I Bet You" (George Clinton, Patrick Lindsey, Sidney Barnes) (6:10)
3. "Music for My Mother" (George Clinton, Eddie Hazel, Billy Nelson) (5:37)
4. "I Got a Thing, You Got a Thing, Everybody's Got a Thing" (Clarence Haskins) (3:52)
5. "Good Old Music" (George Clinton) (7:59)
6. "Qualify and Satisfy" (George Clinton, Billy Nelson, Eddie Hazel) (6:15)
7. "What Is Soul?" (George Clinton) (7:40)

## Single-uri
- "I Bet You"
- "Music for My Mother"
- "I Got a Thing, You Got a Thing, Everybody's Got a Thing"

## Componență
- George Clinton - voce
- Eddie Hazel - chitară, voce pe "Mommy What's a Funkadelic?" și "I Bet You"
- Lucius "Tawl" Ross - chitară ritmică, voce pe "Music for My Mother"
- Ray Monette - chitară pe "I Got a Thing, You Got a Thing, Everybody's Got a Thing"
- Billy "Bass" Nelson - bas pe "Mommy What's a Funkadelic?" și "I Got a Thing, You Got a Thing, Everybody's Got a Thing", voce pe "Mommy What's a Funkadelic?" și "Music for My Mother"
- Bob Babbitt - bas pe "I Bet You"
- Mickey Atkins - orgă pe "Mommy What's a Funkadelic?"
- Bernie Worrell - orgă pe "I Got a Thing, You Got a Thing, Everybody's Got a Thing"
- Earl Van Dyke - claviaturi pe "I Bet You"
- Ramon "Tiki" Fulwood - tobe pe "Mommy What's a Funkadelic?", "I Bet You", "I Got a Thing, You Got a Thing, Everybody's Got a Thing" și "Qualify and Satisfy"
- Brad Innis - tobe pe "Music for My Mother"
- Gasper Lawal - tobe conga pe "Music for My Mother"
- Herb Sparkman - voce principală pe "Music for My Mother"
- Clarence "Fuzzy" Haskins - voce principală pe "I Got a Thing, You Got a Thing, Everybody's Got a Thing"
- Calvin Simon - voce principală pe "Qualify and Satisfy"